# Royal Crescent

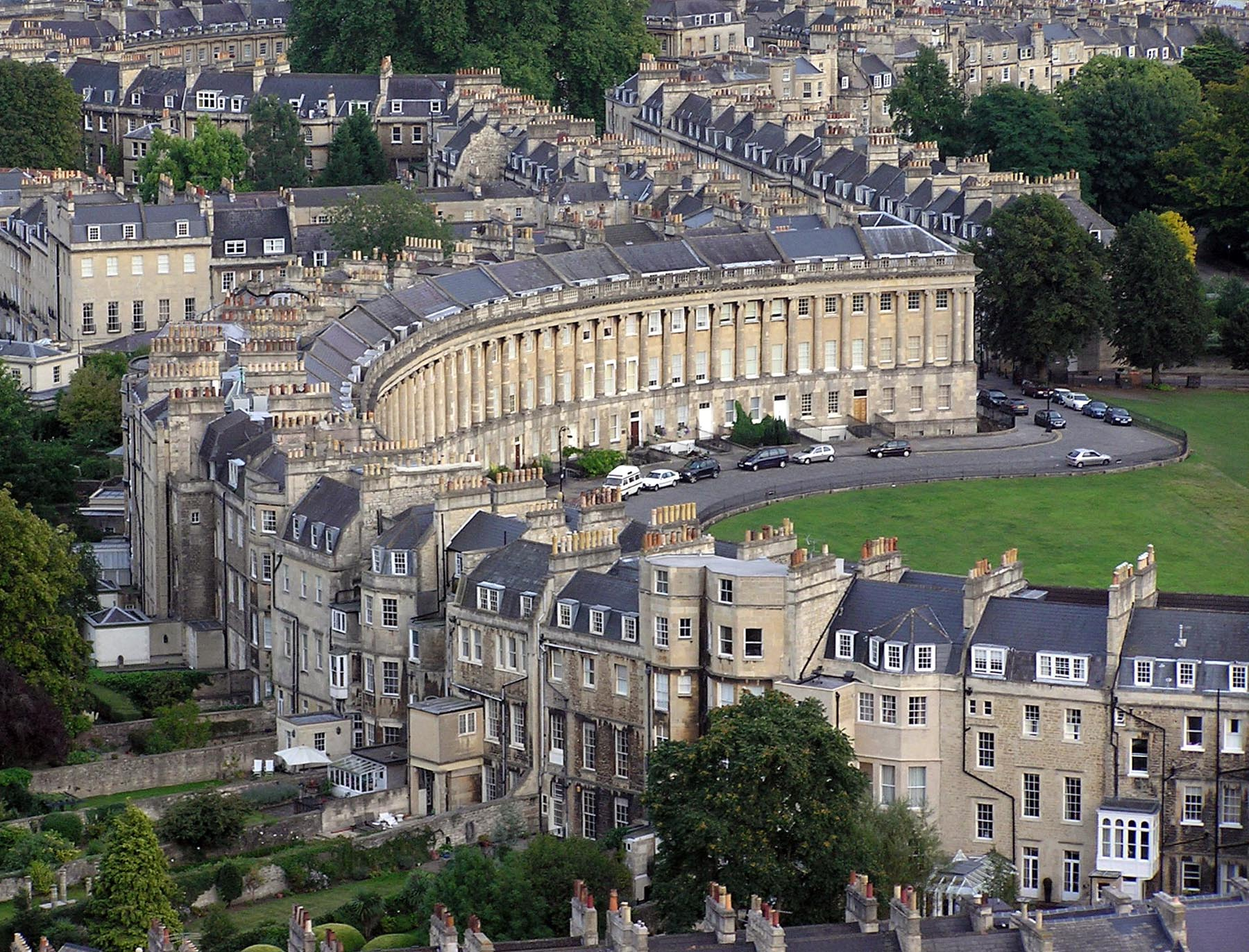
El Royal Crescent. Obsérvese el contraste entre la fachada púbica y la privada.

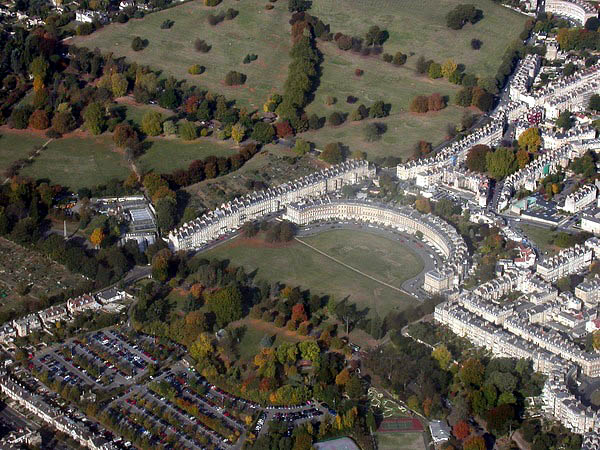
Vista aérea del Royal Crescent

El Royal Crescent es un edificio de un conjunto de viviendas pareadas (denominadas en inglés, terraced house) en la ciudad de Bath, Inglaterra. Fue construido en el siglo XVIII y supone una de las obras más destacadas de la arquitectura georgiana.

## Antecedentes
Durante el siglo XVIII, la ciudad de Bath tuvo un gran auge ante la demanda de sus aguas termales. Los arquitectos John Wood, padre e hijo, bajo el patronazgo del filántropo Ralph Allen, establecieron nuevos barrios en la ciudad con calles y plazas con idénticas fachadas que dan una impresión de escala palaciega y decoración clásica, los dos ejemplos más sobresalientes de este conjunto urbanístico son The Circus y el Royal Crescent. 
John Wood el Viejo concibió la construcción de un gimnasio imperial, un foro y un circo, recreando los monumentos romanos de la ciudad. Sólo el circo supuso un éxito urbanístico, disponiendo unas treinta y tres casas alrededor de un círculo, interrumpido por tres calles radiales, al final de una de éstas fue donde su hijo, John Wood el Joven, ideó la construcción del Royal Crescent.

## Descripción de la construcción

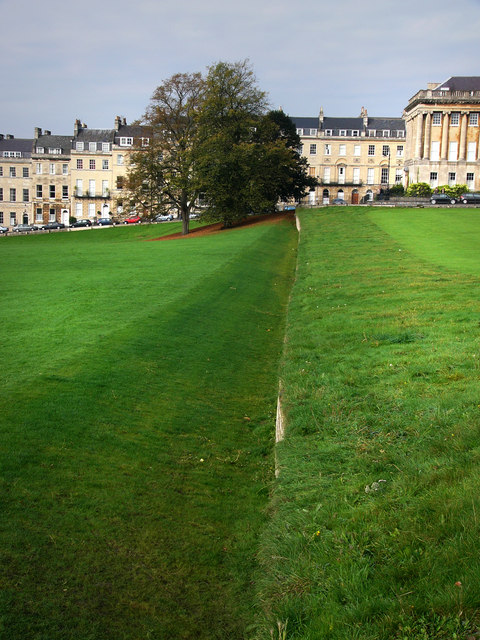
Vista lateral

Fue diseñado por el arquitecto John Wood el Joven y construido entre 1767 y 1774. Este complejo residencial se caracteriza por constituir una fachada sobre una curva elípitca con un orden jónico palladiano con una gran plaza interna privada cubierta por el césped. Es uno de los mejores ejemplos de arquitectura georgiana del Reino Unido, y está protegido con el grado I en su listado edificios protegidos.